# Линия Тихара (Кэйсэй)
Линия Тихара (яп. 京成千原線 кэйсэй тихара сэн) — железнодорожная линия частного японского железнодорожного оператора Keisei Electric Railway в префектуре Тиба. Линия протянулась на 10,9 километра от станции Тиба-Тюо в городе Тиба до станции Тихарадай в городе Итихара.

## История
Линия изначально планировалась компанией Kominato Railway, получившей правительственную лицензию на строительство новой линии между станциями Хон-Тиба и Амаарики на уже существовавшей к тому времени линии Коминато, в декабре 1957 года. Проект был приостановлен до 1975 года, когда лицензия была передана компании Тиба Кю:ко Дэнтэцу (яп. 千葉急行電鉄), совместному предприятию Kominato Railway и Keisei Electric Railway, которое получило на строительство дороги средства от местного правительства.
В конце семидесятых годов, потребность в новой железной дороге возросла, вследствие развития в данной местности проекта Нового Города Итихара. План строительства линии был изменён и стал включать в себя соединение с линией Тиба на станции Тиба-Тюо. Строительство линии было начато в августе 1977 года.
1-го апреля 1992 года был открыт первый участок линии от станции Тиба-Тюо до станции Оморидай протяжённостью 4,2 км. 1-го апреля 1992 года линия была полностью введена в эксплуатацию.
По причине наличия финансовых проблем, компания Тиба Кюко Дэнтэцу была распущена, а линия продана Keisei Electric Railway 1-го октября 1998 года. В то же время она получила своё текущее название.

## Станции
- Все станции расположены в префектуре Тиба.
- Все составы останавливаются на каждой станции.
- Разъезды（На всём протяжении линия однопутная）… ∧・∨・◇：разъезд возможен、｜：разъезд не возможен

| Код станции | Станция   | Между станциями | От конечной | Пересадки                                                 | Разъезды | Расположение   |
| ----------- | --------- | --------------- | ----------- | --------------------------------------------------------- | -------- | -------------- |
| KS60        | Тиба-Тюо  | -               | 0.0         | Keisei Electric Railway：Линия Тиба（сквозное сообщение） | ∨        | Тиба Тюо-ку    |
| KS61        | Тибадэра  | 2.5             | 2.5         |                                                           | ｜       | Тиба Тюо-ку    |
| KS62        | Оморидай  | 1.7             | 4.2         |                                                           | ◇        | Тиба Тюо-ку    |
| KS63        | Гакуэнмаэ | 3.1             | 7.3         |                                                           | ◇        | Тиба Мидори-ку |
| KS64        | Оюмино    | 1.5             | 8.8         |                                                           | ｜       | Тиба Мидори-ку |
| KS65        | Тихарадай | 2.1             | 10.9        |                                                           | ∧        | Итихара        |